# توماس هنري
توماس هنري (بالفرنسية: Thomas Henry) (20 سبتمبر 1994 بأرجنتوي في فرنسا - ) هو لاعب كرة قدم فرنسي في مركز الهجوم. لعب مع نادي بوفيه ونادي فريجوس ونادي نانت.

## روابط خارجية
- توماس هنري على موقع قاعدة بيانات كرة القدم.إي يو (الإنجليزية)
- توماس هنري على موقع Soccerway.com (الإنجليزية)
- توماس هنري على موقع عالم كرة القدم.نت (الإنجليزية)